# Systemkritiker
En systemkritiker eller dissident er en person som åbent kritiserer sit lands politiske system og ledelse. 
Af kendte systemkritikere kan nævnes fra Kina Harry Wu, fra Tyskland Bertolt Brecht og den sovjetiske nobelprismodtager Andrej Sakharov.
| Politik | Spire Denne artikel om politik og ideologi er en spire som bør udbygges. Du er velkommen til at hjælpe Wikipedia ved at udvide den. |